# 楼堂馆所
楼堂馆所，是中华人民共和国各机关、人民团体、财政给予经费保障的事业单位和人民团体以外的其他团体、军队单位等的办公用房以及培训中心等各类具有住宿、会议、餐饮等接待功能的场所和设施。

## 简介
楼堂馆所是中华人民共和国各机关、人民团体、财政给予经费保障的事业单位和人民团体以外的其他团体、军队单位等的办公用房以及培训中心等各类具有住宿、会议、餐饮等接待功能的场所和设施。这里所称的人民团体是指工会、共青团、妇联等人民团体。
1948年底，中国共产党领导的革命即将取得全国胜利之际，刘少奇便在《对中央马列学院第一班学员的讲话》中指出：“很多人担心，我们未得天下时艰苦奋斗，得天下后可能同国民党一样腐化。”他还说：“胜利后，一定会有些人腐化、官僚化。”
中华人民共和国成立后，楼堂馆所的兴建一直是影响党和政府同群众关系的重点问题之一，贫弱的民生与奢侈的楼堂馆所形成鲜明对比，很容易引发群众不满。但是，机关、团体等往往将楼堂馆所视为自身的颜面，并且有相互攀比的风气。这背后是投资失控、行为失范，还有楼堂馆所项目审批、资金来源和建设过程中存在的违规情况，这也为权力寻租和腐败提供了温床。虽然中央三令五申限制楼堂馆所建设，但各地区各部门违规超标建设楼堂馆所的情况一直屡禁不绝，浪费了大量的公共财政资金，并受到民众痛恨。中共中央、国务院历次反浪费举措中，严格控制楼堂馆所的兴建都是主要措施之一。
1951年12月1日，中共中央作出《关于实行精兵简政、增产节约、反对贪污、反对浪费和反对官僚主义的决定》。1952年1月4日，中共中央下达了限期发动“三反”运动的指示，在中国共产党和国家机关内部开展“反贪污、反浪费、反官僚主义”的运动，“三反”运动于1952年10月结束。“三反”运动中反浪费的一个重点便是严格控制兴建办公用房。例如1952年1月，中共中央西南局在给中共中央的报告中承认，当年该局兴建一栋办公大楼，因计划不善，“浪费即达十五亿之多”。
中华人民共和国成立之初，百废待兴，鉴于国家财力有限，先后担任中央人民政府政务院总理、中华人民共和国国务院总理的周恩来对非生产性建设项目特别是楼堂馆所的修建控制较严。他以身作则，严格控制国务院系统兴建楼堂馆所的计划。1950年代中期，周恩来否定了有关方面提出的改扩建国务院会议厅的建议。1956年，国务院一些部委的领导提出修建政府办公大楼的建议，并已选定地址、做好规划，但周恩来表态：“建政府大厦不是当务之急，利用中南海现有的旧房屋，不是—样可以开会、办公吗？”
1959年前，在筹建人民大会堂等“十大建筑”的过程中，国务院机关事务管理局和有关部门又提出兴建政府办公大楼的计划。周恩来将国务院主管机关事务管理局副秘书长高登榜找来，了解情况后说：“只要我当总理，你们就要把大兴土木的念头取消，国务院不能带这个头。”为了此事，周恩来还征求了国务院秘书长习仲勋的意见。习仲勋表示：“人民大会堂是人民代表开会讨论国家大事的地方，需要建筑；中南海这个地方，过去袁世凯、段祺瑞他们办过公，我们拾掇一下就可以办公了，不一定要盖办公大楼。如果要盖办公大楼，府右街一片居民住房都得要拆掉。”周恩来说：“你的意见很好，和我的想法一样，国务院不需要盖办公大楼。”周恩来还说：“在我担任国务院总理期间，绝对不盖政府办公大楼。”周恩来撤销了这项兴建国务院办公大楼的计划。此后至今，国务院一直在中南海办公，未兴建国务院办公大楼。
1950年代末，周恩来一次外出看望民主人士时，坐车路过北京东四，见路北正在兴建一座大楼，他问秘书这是什么大楼，秘书不知道。回办公室后，秘书随即查问得知该大楼是中国民航局大楼。周恩来听秘书汇报后生气地说：“告诉他们，给我马上停下来。”当时建设工程已完成一多半，但因此不得不停工。周恩来说：“我把你们这个秃顶的半拉子工程展览展览，看你们这些大搞楼堂馆所的还敢不敢再搞。”
对于地方大建楼堂馆所，周恩来也多次批评。1962年6月，周恩来陪外宾到中国东北访问。送走外宾后，周恩来到辽宁省鞍山市巡视工作，鞍山市想让周恩来作为第一位客人入住该市刚建成一座宾馆，但周恩来到宾馆看后坚决不住，要求换成普通住处，并对鞍山市负责人说：“宾馆为何盖得这样好？要知道，现在全国有很多地方还比较困难哩。我不能住在这里！”后来，周恩来无意中又发现了座新建的大礼堂，气派的外部造型甚至模仿了北京的人民大会堂，周恩来说：“这个礼堂不准用。”随后，周恩来视察了鞍山钢铁公司冷轧厂，该厂是苏联援建工程，1958年动工兴建，1962年苏联撤走专家并撕毁合同，合同中规定的苏联设备有一大批未能进来，不得不撂在那里。周恩来见到停工待料的轧机时说：“要是把盖宾馆的钱花在这上面，该有多好啊！”后来鞍山市领导为了兴建上述宾馆和礼堂的事，专门向周恩来做检讨。
“文革”期间，毛泽东针对各级革命委员会成立不久便产生的铺张浪费、财政失控的状况，发出了“节约闹革命”的号召。1967年3月16日，中共中央、国务院、中央军委发出《关于保护国家财产，节约闹革命的通知》。1968年2月18日，中央发出《关于进一步实行节约闹革命，坚决节约开支的紧急通知》。但因为文革的混乱形势，1967年、1968年国家没有正式的预、决算报告，有些单位乱建楼堂馆所，大肆请客送礼，挥霍浪费国家资金。
1970年1月31日，中共中央发出《关于打击反革命破坏活动的指示》。1970年2月5日，中共中央为遏制“文革”以来干部腐败的势头，发出《关于反对贪污盗窃、投机倒把的指示》及《关于反对铺张浪费的通知》，严禁新建、扩建和改建楼堂馆所，已施工的要一律暂停下来；任何地方不许兴建高标准的城市建设工程；一切机关、部队、团体、学校、企业、事业单位一律停止添置非生产性设备。上述文件开始了“一打三反”运动。
1988年5月27日，国务院常务会议决定停建缓建33个在京楼堂馆所项目。1988年6月16日，国务院下发《关于清理楼堂馆所建设项目的通知》称，今后审批楼堂馆所建设项目，必须按基建程序办理，不准各级领导者个人批条子上项目。
1988年9月22日，国务院发布施行《楼堂馆所建设管理暂行条例》，第一次对“楼堂馆所”的概念予以界定，并规范了对楼堂馆所建设的管理。
1997年5月，中共中央、国务院印发《关于党政机关厉行节约制止奢侈浪费行为的若干规定》，重申“严格控制新建和装修办公楼”。1999年12月，国家计委颁布《党政机关办公用房建设标准》，明确了各级党政机关办公用房的建设水平及人均面积。
2002年12月7日，国务院办公厅发出《国务院办公厅关于山西、江西、河南三起违规建办公大楼和私人住宅事件调查处理情况的通报》。2003年1月，中共中央办公厅、国务院办公厅发出《关于继续从严控制党政机关办公楼和培训中心项目建设的通知》，要求“继续从严控制党政机关新建办公楼和培训中心”。2007年4月，中央纪委、国家发改委、监察部、财政部、国土资源部、建设部、审计署联合下发《关于开展党政机关办公楼等楼堂馆所建设项目清理工作的通知》（中纪发〔2007〕5号），要求各地区各部门对近年来党政机关办公楼等楼堂馆所建设项目进行一次全面彻底的清理。2009年3月24日，国务院召开第二次廉政会议，国务院总理温家宝讲话，提出“政府要带头勤俭节约，确保资金用到最急需的地方。严格控制楼堂馆所建设。从现在起到2010年底，各级党政机关一律不得新建办公楼，不得建设培训中心、宾馆、招待所等楼堂馆所。”温家宝还在2012年第8期《求是》杂志发表《让权力在阳光下运行》，继续提到“严格控制行政机关、国有企业事业单位修建装修办公楼等楼堂馆所。”。
2013年3月17日，十二届全国人大一次会议举行闭幕会。大会闭幕后，新任国务院总理李克强在人民大会堂金色大厅与中外记者见面并回答记者提问时，代表新一届政府提出本届政府任期内“约法三章”：“政府性楼堂馆所一律不得新建，财政供养人员只减不增，公费接待、公费出国、公费购车只减不增”。2013年3月20日，李克强在北京主持召开新一届国务院第一次全体会议，在会上重申了“约法三章”。2013年5月18日，《国务院办公厅关于对修建政府性楼堂馆所情况开展清理检查的紧急通知》（国办发明电〔2013〕13号）发出。
2013年11月18日，中共中央、国务院印发《党政机关厉行节约反对浪费条例》，从严控制党政机关办公用房建设，规定“党政机关办公楼不得追求成为城市地标建筑”。
2017年8月18日，李克强主持召开国务院常务会议，会议审议通过了修订后的《机关团体建设楼堂馆所管理条例（草案）》，李克强在会上表示，该条例旨在将严格控制机关团体楼堂馆所建设的举措制度化，以建立长效机制，推动监督检查常态化，“要把宝贵的财政资金更多用于经济发展和改善民生”，“要让人民过上好日子，政府就要过紧日子”。
2017年10月27日，国务院总理李克强签署国务院令，公布《机关团体建设楼堂馆所管理条例》，自2017年12月1日起施行，1988年9月22日发布施行的《楼堂馆所建设管理暂行条例》同时废止。
军队楼堂馆所建设也一直受到关注。“文革”初期，邱会作领导的中国人民解放军总后勤部缩短基本建设战线，除国防工程、后方基地工程以及海边防部队的战备、生活设施外，其他基本建设一律从严控制，尤其是严禁修建楼堂馆所。1975年7月14日邓小平在中共中央军委扩大会议上发表讲话（后以《军队整顿的任务》为题收入《邓小平文选》第二卷）：“……有的部队请客送礼，修建楼堂馆所。这些现象相当厉害，而且还在发展，并没有刹住。”
2014年，经中央军委批准，中国人民解放军总后勤部下发《关于自筹资金工程建设管理有关问题的通知》，“严禁楼堂馆所和商业用房项目”。经中央军委主席习近平批准，2015年6月至2016年1月在全军开展工程建设项目和房地产资源管理专项整治，集中纠治计划外工程、“三超”项目、擅自建设楼堂馆所和办公用房超面积、军用土地纠纷、擅自处置房地产、违规租赁房地产等6类突出问题。